# Rafael Guastavino i Moreno
Rafael Guastavino i Moreno   (València, 1 de març de 1842 - Asheville, 1 de febrer de 1908) fou un mestre d'obres valencià.
Va patentar el Guastavino system, que fins a aqueix moment es coneixia com a volta catalana o de rajola vista, tradicional de l'arquitectura catalana i ben present al País Valencià. Des de 1881 residí a Nova York, on es va fer famós gràcies al sistema per a revestir grans voltes amb rajoles i capes de morter.

## Biografia
Deixeble d'Elies Rogent i Joan Torras i Guardiola, es va formar com a mestre d'obres a l'escola de Mestre d'Obres de Reial Acadèmia Catalana de Belles Arts de Sant Jordi de Barcelona (1870-71).
El primer projecte que va firmar és la Casa Buxeda, de la Rambla, 63-65 de Sabadell, que data del 1868.
Fou autor, a Catalunya, de molts edificis, com la seva casa a Barcelona (cantonada Aragó-Llúria, 1866), la de l'actual botiga de Gal·les (1868), la fàbrica Batlló o Can Batlló al carrer Urgell de Barcelona (1868-1869), encàrrec dels germans Batlló i després nucli de la Universitat Industrial (ara anomenada Escola Industrial i que acull l'Escola del Treball de Barcelona i l'Escola Universitària d'Enginyeria Tècnica Industrial de Barcelona); i d'altres edificis industrials.
A Vilassar de Dalt, va construir el Teatre La Massa, amb una cúpula de 17 metres de diàmetre per 3,5 metres de fletxa i un òcul central de 4 metres de diàmetre, que s'inaugurà el 13 de març de 1881, quan ell ja se n'havia anat cap als Estats Units.
L'any 1883 va comprar un solar a Connecticut, va construir-hi dues cases amb volta catalana i hi va calar foc (la gran preocupació de l'època), fotografiant tot el procés per demostrar l'eficàcia del mètode. Va escriure sobre la disciplina de la construcció cohesiva (amb el sistema que havia patentat) en la revista Decorator and Furnisher i va guanyar el concurs per a fer l'edifici del Progress Club de Nova York, que el va donar a conèixer a la zona.
Va crear la pròpia companyia, Guastavino Fireproof Construction Company, centrada en la construcció d'aquesta mena de volta paredada. La participació de Guastavino en les obres consistia en el disseny i l'elaboració de la volta.
Guastavino va arribar a tenir un gran renom. Pràcticament totes les voltes de pedra de les esglésies nord-americanes construïdes entre el 1890 i el 1940 són de la firma Guastavino. El llegat de Guastavino es pot veure en molts edificis emblemàtics de diverses ciutats nord-americanes.
Va assessorar l'industrial Eusebi Güell i Bacigalupi en el disseny de la volta catalana de la fàbrica de Ciment Asland, construïda l'any 1901 a Castellar de n'Hug.
La seva tasca va ser continuada pel seu fill Rafael Guastavino Expósito (Barcelona, 1872 — Bayshore, Long Island, 1950). La demanda cada vegada més gran de sostres plans va fer minvar la feina fins que l'empresa fou liquidada el 1962. Hom va fer donació dels seus arxius i dissenys al Catalan Archive of Art and Architecture de la Universitat de Colúmbia de Nova York.

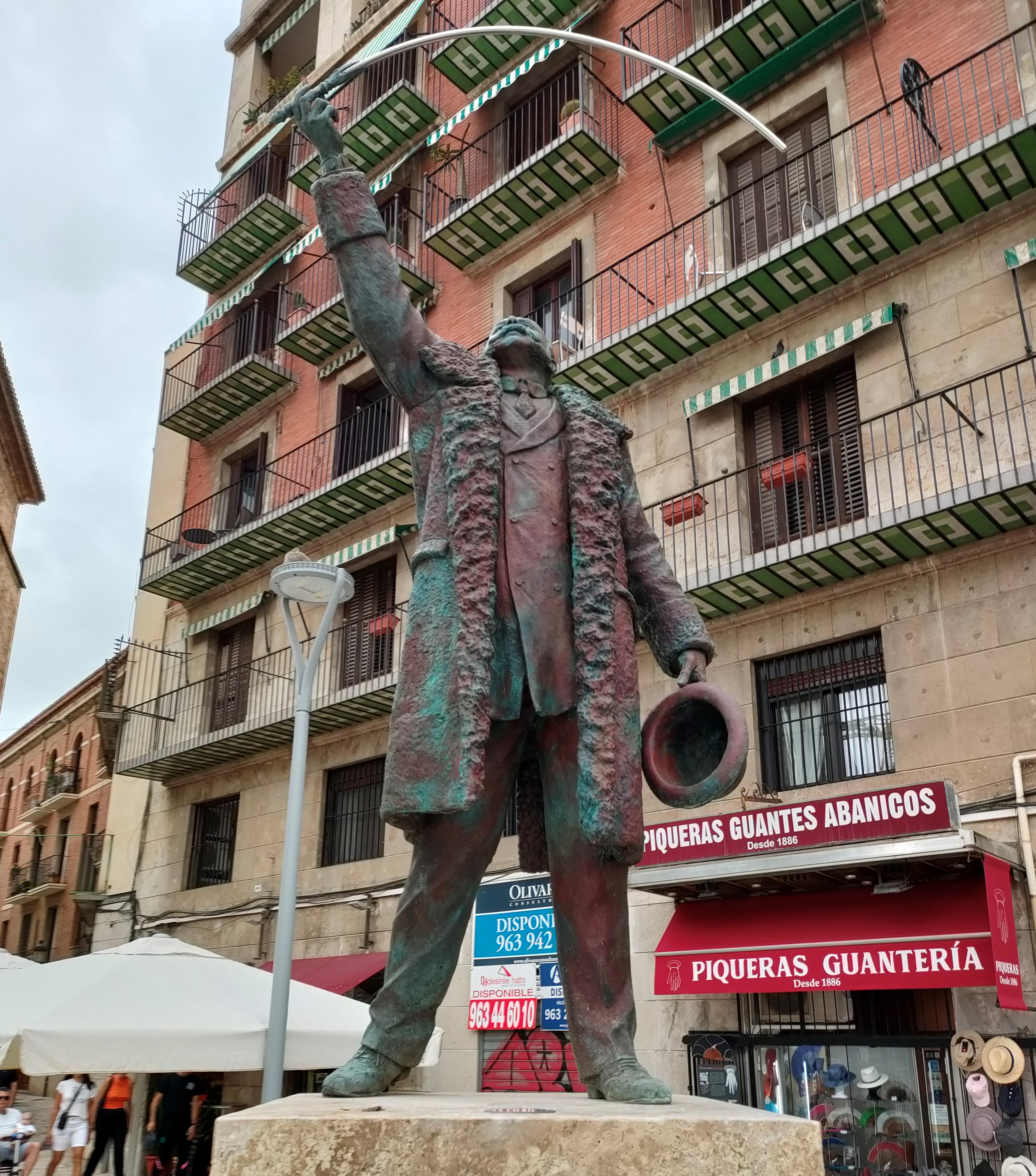
Estàtua de Guastavino a la Plaça de la Reina

El 18 de juliol de 2022, l'Ajuntament de València va inaugurar una escultura en homenatge seu a la plaça de la Reina, en el lloc on antigament es trobava el seu carrer de naixement, obra de l'escultor Alfredo Llorens García.

## Obres

### Catalunya[5]

#### Barcelona
- 1865-1871: Casa de Miquel Buxeda, a la plaça de Catalunya, al xamfrà del passeig de Gràcia, 12, amb la ronda de Sant Pere, 126 (on actualment hi ha El Corte Inglés).
- 1866-1869: Fàbrica Batlló. Autoria col·lectiva.
- 1870-1871: Fàbrica dels Rossich al carrer de Pelai.
- 1868-1879/1875?: Adoberia de Bernard Muntadas a Sant Martí de Provençals, al carrer de Villena (enderrocada per a obrir la Gran Via).
- 1868: Projecte de monument a La Gloriosa per a la plaça Reial.
- 1869: El palauet de Llorenç Oliver al passeig de Gràcia, a prop del xamfrà amb la Gran Via (enderrocat, actualment part del cinema Comèdia).
- 1870: Reparcel·lació d'un terreny dels Batlló situat al davant de la fàbrica, entre el carrer del Comte d'Urgell i la riera de Valldonzella, del qual en resultaren dinou parcel·les per a comercialitzar i urbanitzar.
- 1870-1872: Casa Galve a Sarrià (actual Casa Orlandai).
- 1871: Fàbrica Antoni Gabriel Vidal i Fills a Sant Martí de Provençals (carrer de Ramon Llull, 51).
- 1871: Casa Víctor Blajot al passeig de Gràcia, 32, cantonada amb el carrer de la Diputació, 269 (amb un fris de Rossend Nobas a la façana),
- 1871-1874: Casa Julià al passeig de Gràcia, 80, xamfrà amb el carrer de Mallorca, recentment reconstruïda.
- 1871: Casa de Pau Montalt al carrer de Trafalgar, 11.
- 1872-1875: Casa pròpia al carrer d'Aragó, 263, cantonada al carrer de Llúria. Realment fou projectada pel seu company d'estudis, el mestre d'obres Antoni Serra i Pujals.
- 1874-1875: Projecte per al concurs dels Docks per al port (avinguda del Cementiri de l'Est, ja a Sant Martí de Provençals, actual Vila Olímpica).
- 1875: Projecte de monument als Herois d'Àfrica.
- 1877: Projecte de palau d'exposicions a l'Exposició de Productes Catalans.
- 1877: Casa d'Empar Vallès i Puig al carrer d'Aragó, 329.
- 1877: Projecte no executat de casa de Josepa Elias al carrer de Nàpols.
- 1877: Taller per a Edmon C. Sivatte al carrer del Comte d'Urgell, 262, cantonada amb el carrer de Londres.
- 1877-1878: Fàbrica d'Ignasi Carreras al carrer de Casanova, 53-55, cantonada amb Diputació, 178.
- 1877: Magatzems Grau.
- 1877: Casa Ramon Mumbrú al carrer del Doctor Dou, 14.[6]
- 1877-1878: Casa i tallers de Modest Casademunt al carrer d'Aribau, 3.
- 1879: Fàbrica de vidre i xemeneia per a Modest Casademunt al carrer d'Enric Granados, en cantonada a Aragó.
- 1878: Casa Anglada Goyeneche al carrer d'Aragó, 278, en cantonada al passeig de Gràcia, 52-54.
- 1879: Casa de veïns per a Andreu Anglada al carrer d'Aragó, 280.
- Obres menors: 1878-1879: Reforma de la casa d'Edmon C. Sivatte a la plaça Nova, 10. 1878: Coberts per Francesc Roig al carrer de la Diputació
- ?- 1880: Reforma de la casa de Joan Rumià al carrer dels Escudellers, 4.
- ?- 1880: Reforma de la casa de Jaume Amigó al carrer de l'Espaseria, 17.
- 1880: Nau per a Eusebi Castells al pati del carrer de Casp, 54-56, en cantonada a Bruc, 38.
- 1877-1880: Fàbrica de porcellana dels Florensa a Hostafranchs (carretera de la Bordeta, 147).
- Fàbrica Mitjans i Cia, a Vilafranca?
- Fàbrica de Martí Riu de Sant Martí de Provençals (carrer de la Lleialtat).
- 1880: Can Mumbrú a Sarrià (actual carrer Major de Sarrià, 105, en cantonada amb el carrer del pare Miquel de Sarrià, 1).
- 1883-1884: Can Saladrigas al Poblenou (carrer de Joncar, 35- 45). Exemple d'ús de la patent per tercers.

#### Vilassar de Dalt
- 1880-1881: Teatre La Massa.
- 1881-1882: Nau dels Estrany de Vilassar (part de l'actual de can Mañé). Exemple d'ús de la patent per tercers.

### Estats Units
- 1876: Projecte de cases obreres per a l'Exposició Universal de Filadèlfia.
- A Boston, biblioteca pública.
- A Nova York va deixar la seua empremta en icones arquitectòniques com la Grand Central Station, el Carnegie Hall, el Museu Americà d'Història Natural a Central Park West, la catedral Saint John the Divine ('Sant Joan Diví'), l'església de St. Bartolomew (Sant Bartomeu) a la Cinquena Avinguda i l'Hospital Mount Sinai.
- A la capital, Washington DC, va construir el Museu Nacional d'Història Natural i l'edifici del Tribunal Suprem dels Estats Units.

Al final de la seva vida havia construït, amb el sistema que ell mateix va idear, 360 edificis a Nova York i uns 100 a Boston, a més d'edificis a Baltimore, Washington DC o Filadèlfia.

## Galeria

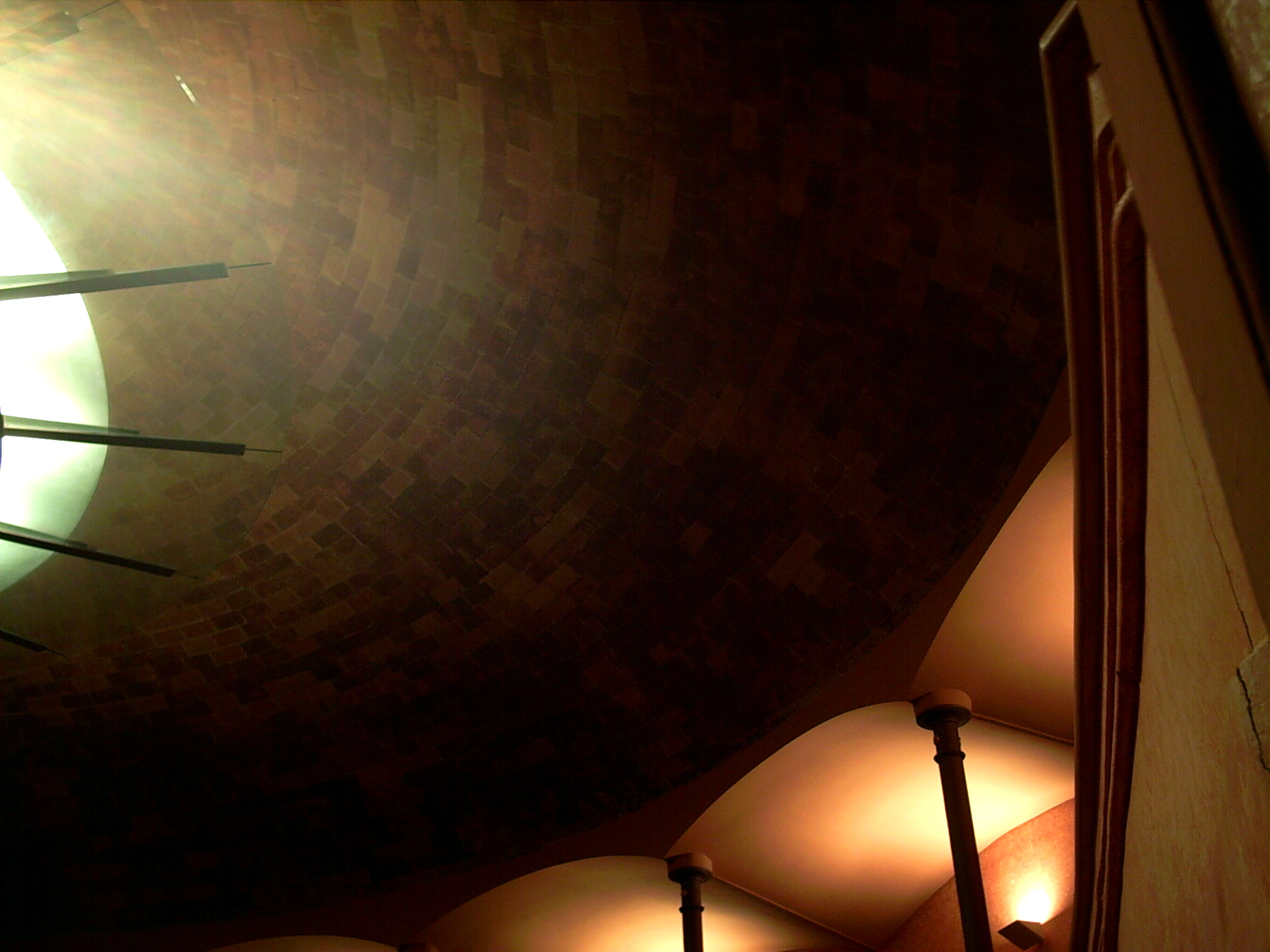
Interior de la volta catalana del Teatre La Massa (1881) a Vilassar de Dalt, construït per Rafael Guastavino
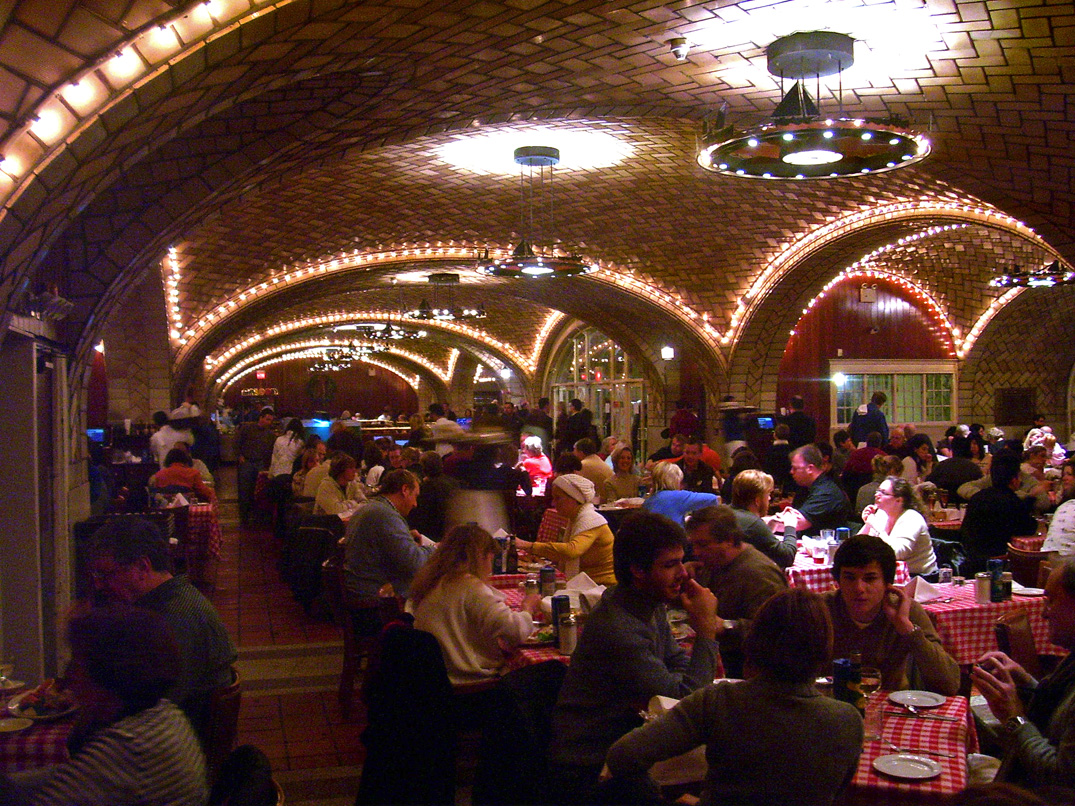
Oyster Bar a la Grand Central Station, l'estació de trens central de Nova York
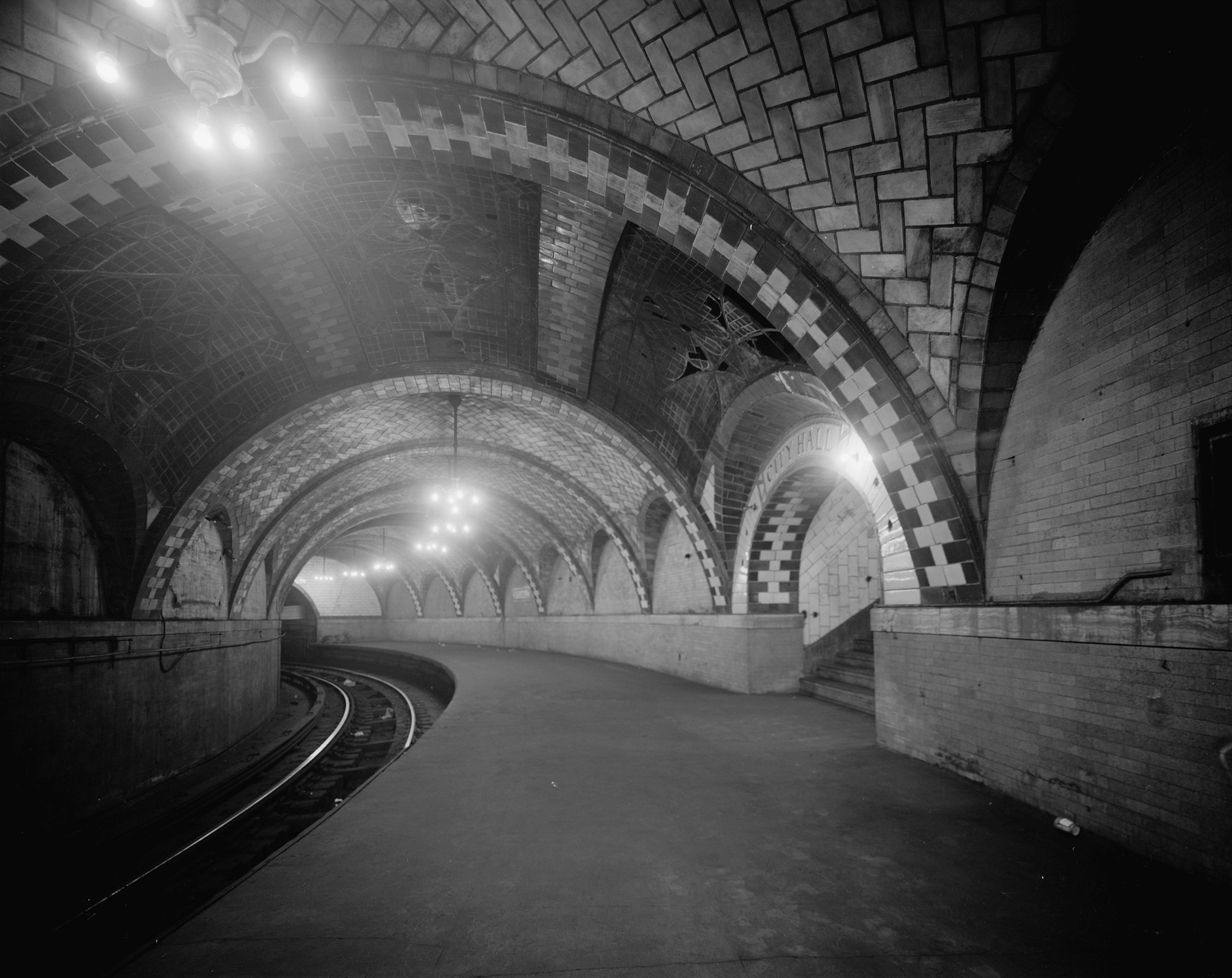
Voltes realitzades per Guastavino a l'estació de City Hall, al metro de Nova York
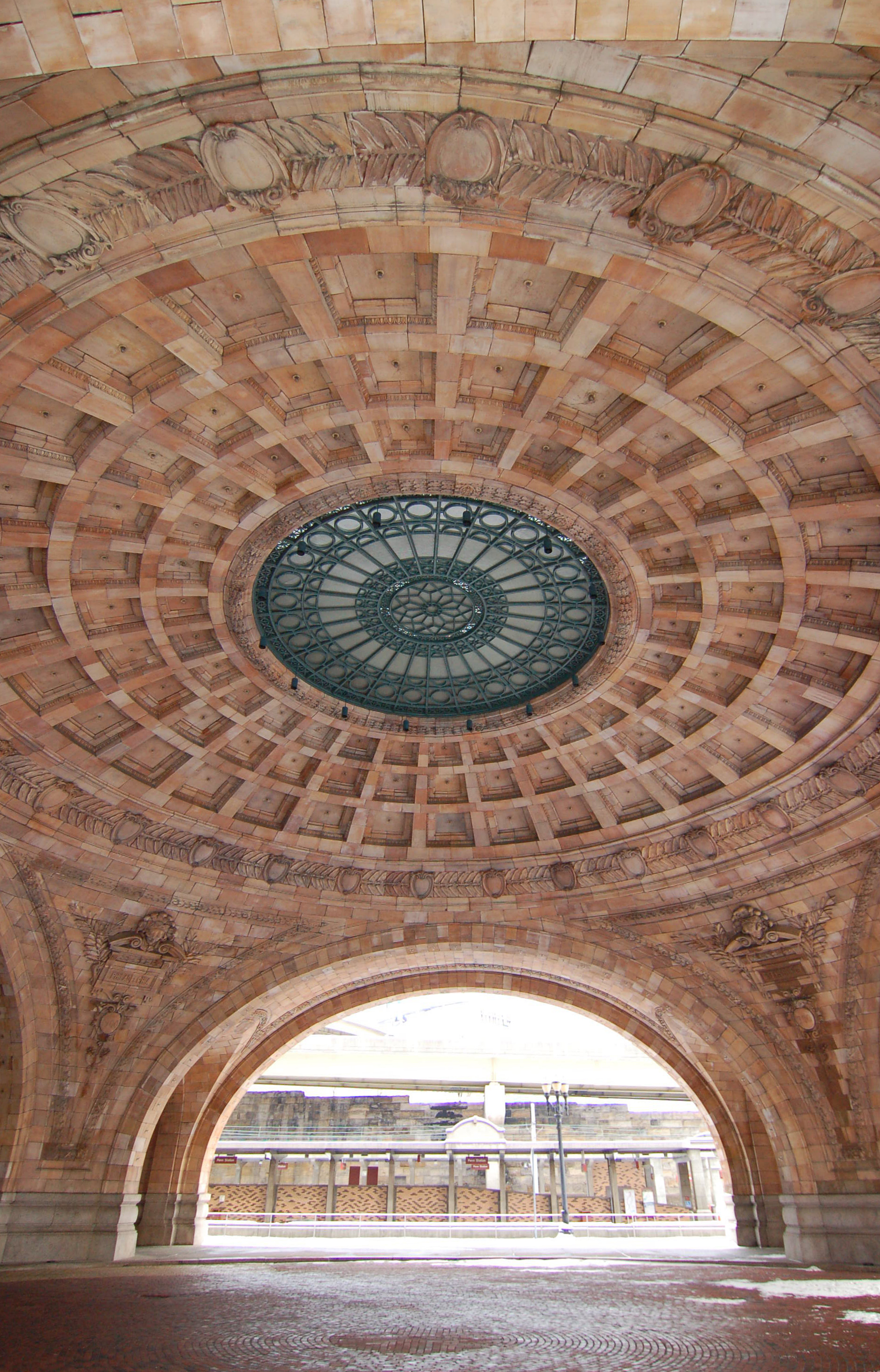
Volta de l'estació de trens, Union Station, a Pittsburgh, obra de Rafael Guastavino
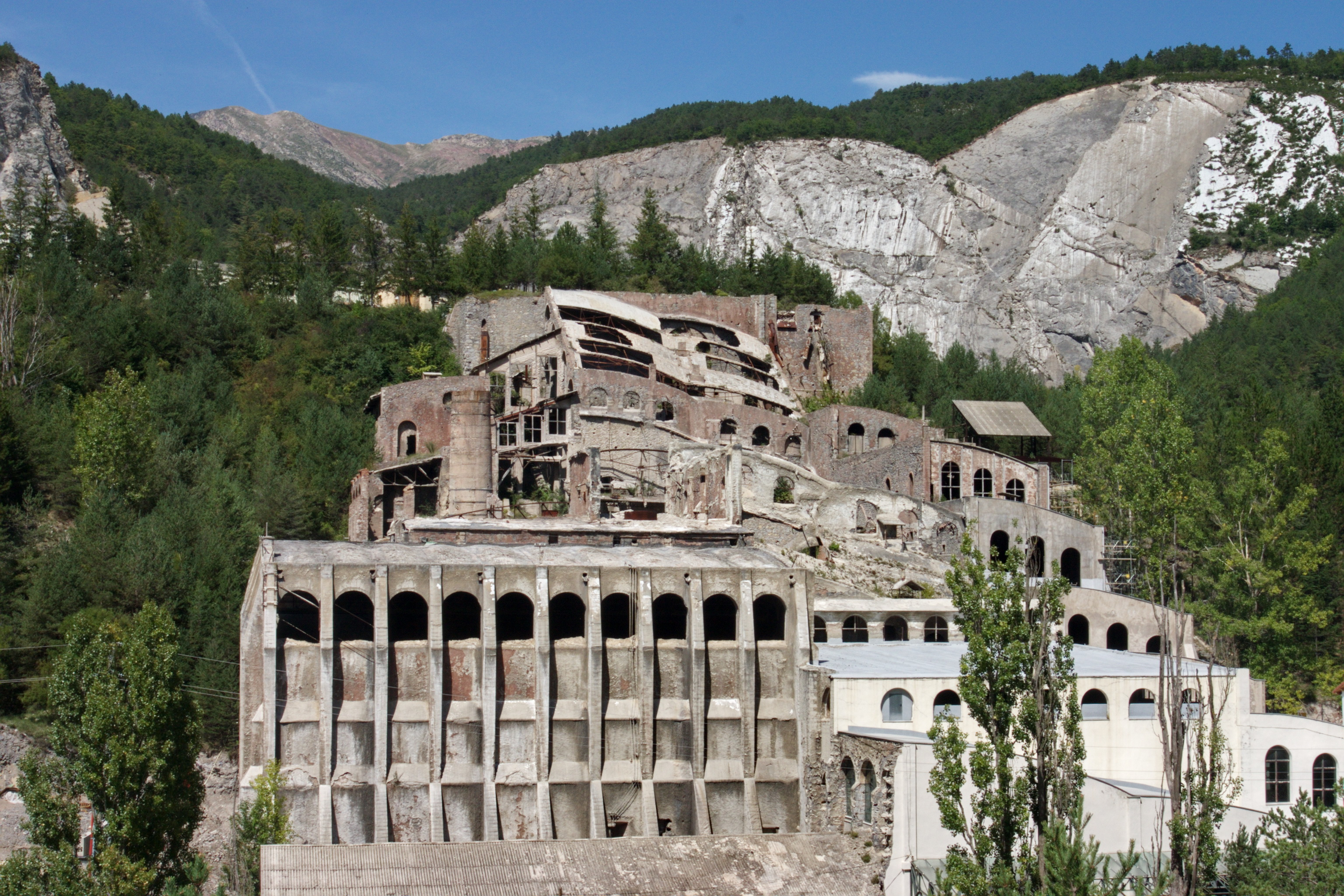
Fàbrica de Ciment Asland, on Guastavino va fer l'assessorament per a les voltes catalanes